# Eremoceras surcoufi
Eremoceras surcoufi är en skalbaggsart som beskrevs av Henri de Peyerimhoff 1920. Eremoceras surcoufi ingår i släktet Eremoceras och familjen långhorningar. Inga underarter finns listade i Catalogue of Life.